# Lambert Alonso i Torres
Lambert Alonso i Torres (Godella, Horta Nord, 18 de setembre de 1863 - 19 de febrer de 1929) va ser un tenor i pintor del País Valencià.
Va rebre la seva formació musical a València i a Roma amb el baríton Antonio Cotogni. A la Reial Acadèmia de Belles Arts de Sant Carles va estudiar pintura; hi fou deixeble d'Ignasi Pinazo Camarlench. Va treballar com a catedràtic de cant al Conservatori Superior de Música de València, a més a més de presidir la secció de música de l'associació Lo Rat Penat.

## Músic
Des de ben jove va formar part del cor del Col·legi del Patriarca (va guanyar el 1872 la plaça per oposició). Va substituir Julián Gayarre en el Teatro Real de Madrid. Va estrenar l'òpera El fantasma de Salvador Giner. En l'Exposició Regional Valenciana del 1909 va estrenar l'Himne de l'Exposició davant del rei Alfonso XIII. Va compondre una sèrie d'obres musicals, com per exemple In Te, Domine, speravit, a més a més d'obres d'estudi, com les seves Lecciones de canto.

## Pintor
Deixeble d'Ignasi Pinazo i Camarlench, que va influir fortament en el seu estil, entre les seves obres destaquen La viuda del Héroe (obra pintada per a l’Exposición Nacional de Pinturas de Madrid), El primer pantalón (avui dia propietat de l'estat espanyol, i ubicat a la Biblioteca Nacional d'Espanya), Interior hogareño i Un nuevo Narciso. També va pintar un retrat d'Alfonso XIII. L'Ajuntament de Godella conserva l'obra Perlas del campo. També hi ha obres seves al Museo de Arte Moderno de Madrid.